# Turtle, Wisconsin
Turtle là một thị trấn thuộc quận Rock, tiểu bang Wisconsin, Hoa Kỳ. Năm 2010, dân số của thị trấn này là 2.246 người.